# Сильвестров Ростислав Васильович
Ростисла́в Васи́льович Сильве́стров (17 жовтня 1917, Вінниця — 1976) — український живописець.

## Біографія
У 1936—1938 роках навчався на архітектурному факультеті, від 1938 року (з перервами) — на живописному факультеті Київського художнього інституту (нині НАОМА — Національна академія образотворчого мистецтва і архітектури). Учень Олексія Шовкуненка. 1949 року закінчив інститут.
У 1949—1959 роках працював у Львівському інституті прикладного та декоративного мистецтва (нині Львівська національна академія мистецтв), у 1961—1965 роках — у Львівському поліграфічному інституті імені Івана Федорова (нині Українська академія друкарства).

## Твори
- «В парку. Австрія» (1945)
- «Пляж» (1946)
- «Зимовий пейзаж» (1947)
- «У юних натуралістів» (1949)
- «В. Маяковський» (1960)
- «Хімкомбінат у Роздолі» (1965)
- «Діти сплять» (1966—1967)
- «Жокеї» (1969)
- «Дощ» (1970)